# Marcin Bogusz
Marcin Bogusz, lub Marcin (Franciszek) Bogusz, Marcin (Jan) Bogusz, Jan Marcin Bogusz herbu Półkozic (zm. 1705) – podkomorzy podolski, starosta dźwinogrodzki.
Syn Jana, kasztelana zawichojskiego i jego drugiej żony Marianny Kalinowskiej, łowczanki podolskiej.
Sławę zyskał jako dobry żołnierz. Odznaczył się przy oblężeniu Kamieńca Podolskiego. Pomagał Koniecpolskiemu przy ustalaniu granicy polsko-tureckiej. Ożenił się z Marianną Stempkowską.
Przynajmniej od 1671 rotmistrz królewski, w tym roku wspomniany jako podstoli nowogrodzkosiewierski, później jako podstoli czernichowski. W 1683 został dowódcą chorągwi pancernej pod Wiedniem. Od 1690 chorąży ziemi lwowskiej, od 1699 podkomorzy podolski.
Poseł sejmiku podolskiego na sejm 1677 roku, sejm 1681 roku, sejm konwokacyjny 1696 roku. Poseł na sejm 1701 roku i sejm z limity 1701-1702 roku z województwa podolskiego. Odznaczył się w walkach z Tatarami i Turkami.
Posiadał dobra Janów pod Trembowlą oraz Haczów nad Wisłokiem.
Został pochowany w wysadzonym w powietrze  w latach 30. XX wieku kościele Karmelitów Bosych w Kamieńcu Podolskiem.
Zdaniem Wojciecha Hejnosza, synem Jana Bogusza, podkomorzego podolskiego oraz Heleny z Lisieckich był Antoni Bogusz.